# Biecz (województwo lubuskie)
Biecz (niem. Beitzsch, łuż. Bušc) – wieś w Polsce położona w województwie lubuskim, w powiecie żarskim, w gminie Brody, przy drodze wojewódzkiej nr 286 z Lubska do Gubina. Znajduje się tu zabytkowy pałac w stylu barokowym.
W latach 1945–54 siedziba gminy Biecz. W latach 1975–1998 miejscowość administracyjnie należała do województwa zielonogórskiego.

## Historia
Pierwszy raz o wsi wspomniano w dokumentach z 1316 roku, kiedy to osada weszła w posiadanie jednej z najstarszych rodzin dolnołużyckich – rodziny von Wiedebach, w której to rękach pozostała nieprzerwanie aż do roku 1945. Dawniej do wioski należał majątek rozciągający się na brzegu rzeczki Lubszy. W 1721 roku architekt George Bähr ukształtował bogato wyposażony kościół na wzór greckiego krzyża dodając absydę. W trakcie przemarszu wojsk Wallensteina w 1627 roku spalił się średniowieczny zamek tzw. stary pałac. Jego pozostałości w postaci piwnic widoczne były  jeszcze w połowie XIX wieku. W 1881 roku wieś została prawie doszczętnie zniszczona wskutek pożaru. Zabudowana jest luźno i złożona z budynków powstałych w końcu XIX wieku.
Przez wieś przepływa rzeka Mielniczek.

## Zabytki
Do wojewódzkiego rejestru zabytków wpisane są:
- kościół ewangelicki, obecnie rzymskokatolicki filialny pod wezwaniem MB Częstochowskiej; kościół ma odległą metrykę średniowieczną. Obecny zbudowany został w miejsce starszego w latach 1716-1719 przez architekta Jerzego Bähra. Murowany z cegły, nieotynkowany. Założony na planie krzyża greckiego z półkolistą apsydą od strony wschodniej i prostokątną kruchtą od zachodu. Posiada elewacje gładkie, flankowe w narożach pilastrami, trzyosiowe. Okna są podwójne, w części dolnej małe prostokątne, górne wysokie, zamknięte półkoliście. Apsyda otynkowana z markowanymi na osi otworami okien. Dach jest wielospadowy z lukarnami, zwieńczony czworoboczną wieżyczką z latarnią i cebulastym hełmem z lukarnami
- zespół pałacowy, z XVI-XX wieku:
  - pałac; posiadłość ta istniała już w średniowieczu. Była tu być może także gotycka siedziba o której nie ma jednak żadnych przekazów. Wiadomo tylko o renesansowym dworze obronnym z ostatniej ćwierci XVI w., którego mury tkwią w obecnym pałacu. Była to prostokątna, piętrowa budowla otoczona fosą. Dwór został rozbudowany w drugiej połowie XVII wieku (po roku 1666) w kierunku zachodnim do rozmiarów obecnego korpusu. W latach 1795–1798 przeprowadzono dalszą rozbudowę i wówczas dostawiono skrzydła boczne. Kolejna przebudowa miała miejsce w XIX wieku. Remont wykonany na początku lat 20. XX wieku zmienił charakter budowli tzn. wprowadzono skromne neorokokowe elementy dekoracyjne w elewacji frontowej i obramieniach lukarn. Z tego okresu pochodzi również fontanna i żelazna brama. Po roku 1945 pałac był w posiadaniu PGR, a od końca lat 60 był nieużytkowany. W 1981 roku posiadłość została kupiona przez Bogusława Śmigielskiego i wyremontowana. Opuszczona po roku 2001 została rozszabrowana i zdewastowana. W lutym 2018 obiekt przejęła w użytkowanie Fundacja Ochrony Zabytków Monumenta Poloniae, która prowadzi w pałacu prace ratunkowe i konserwatorskie. Pałac jest murowany z cegły i założony na planie prostokąta z parterowymi skrzydłami dobudowanymi od północy. Frontowa elewacja północna urozmaicona lekko zaznaczającym się ryzalitem zwieńczonym tralkową balustradą z figuralnymi rzeźbami. Dach jest wysoki czterospadowy z lukarnami i powiekami. Prostokątne skrzydła nakryte dachami naczółkowymi. W szczycie zachodniego skrzydła pałacu wmurowano kartusz z herbem założycieli rezydencji - Widebachów oraz Nostritzów, który dawniej znajdował się nad głównym wejściem. Na dziedzińcu znajduje się fontanna w piaskowcowej obudowie, a od południa i zachodu pałacu zachowały się resztki fosy.
  - wieża bramna; pierwotna brama wjazdowa uzyskała prawdopodobnie swój typowy kształt ze szpiczastym hełmem już w roku 1683. W późniejszym czasie, być może w wyniku przebudowy w roku 1802 została ona podwyższona o jedno piętro. Budynek posiada sklepiony przejazd, flankowany pilastrami. Od zachodu nad przejazdem zachowały się kartusze z rzeźbionymi w piaskowcu herbami: Otto von Wiedebach (lewy[6]) i Johanny von Houwald (prawy). Od wschodu znajdują się bogato zdobione dwie tablice erekcyjne pomiędzy którymi umieszczony został orzeł. Wieża bramna poddana została renowacji w roku 1802 przez Friedricha Heinircha Wilhelma von Wiedebacha, o czym jeszcze w roku 2014 świadczyły inicjały F. H. W. v. W. i data  MDCCCII znajdujące się na wschodnim tymapanonie hełmu (okazałe drewniane tympanony umiejscowione na hełmie wieży spadły z wieży parę lat temu i uległy niemal całkowitemu zniszczeniu). Pierwotnie do bramy wjazdowej zamykającej dziedziniec gospodarczy z dwóch stron przylegały budynki gospodarcze, z których częściowo przetrwał tylko budynek północny i stanowiły razem typowy dla tej okolicy kompleks domu bramnego.
  - park; otoczony kanałem wodnym. W chwili obecnej bardzo przetrzebiony, zachowane tylko resztki dwóch mostków przerzuconych nad fosą i kanałem zewnętrznym.
  - oficyna; wzniesiona w stylu barokowym, prawdopodobnie w roku 1736.

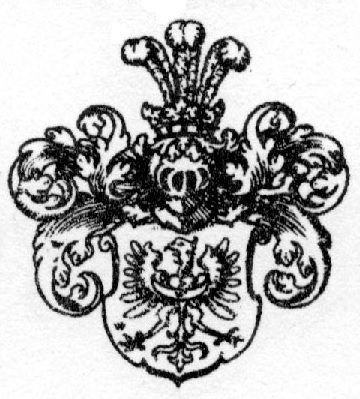
Herb Wiedebachów
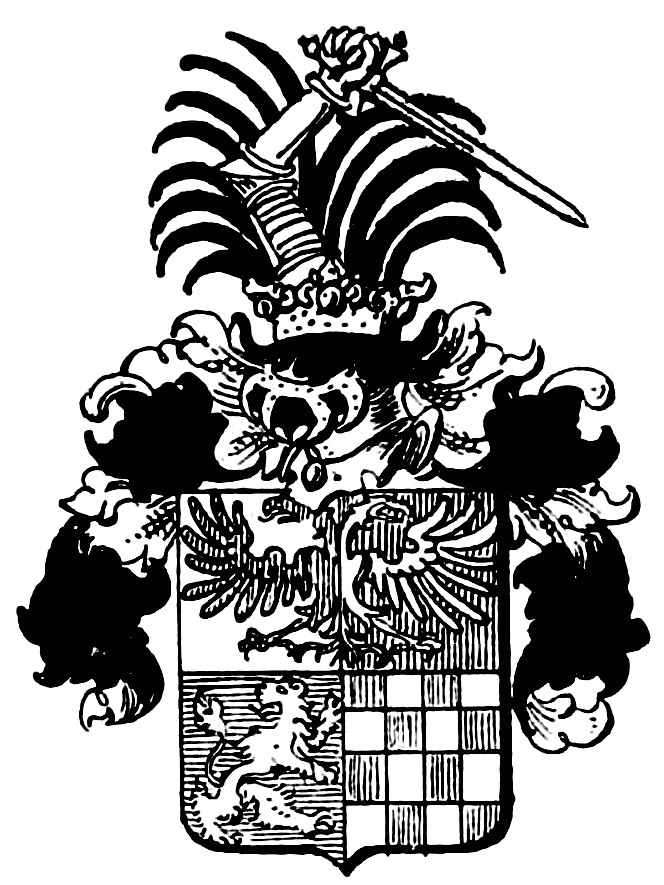
Herb von Houwald
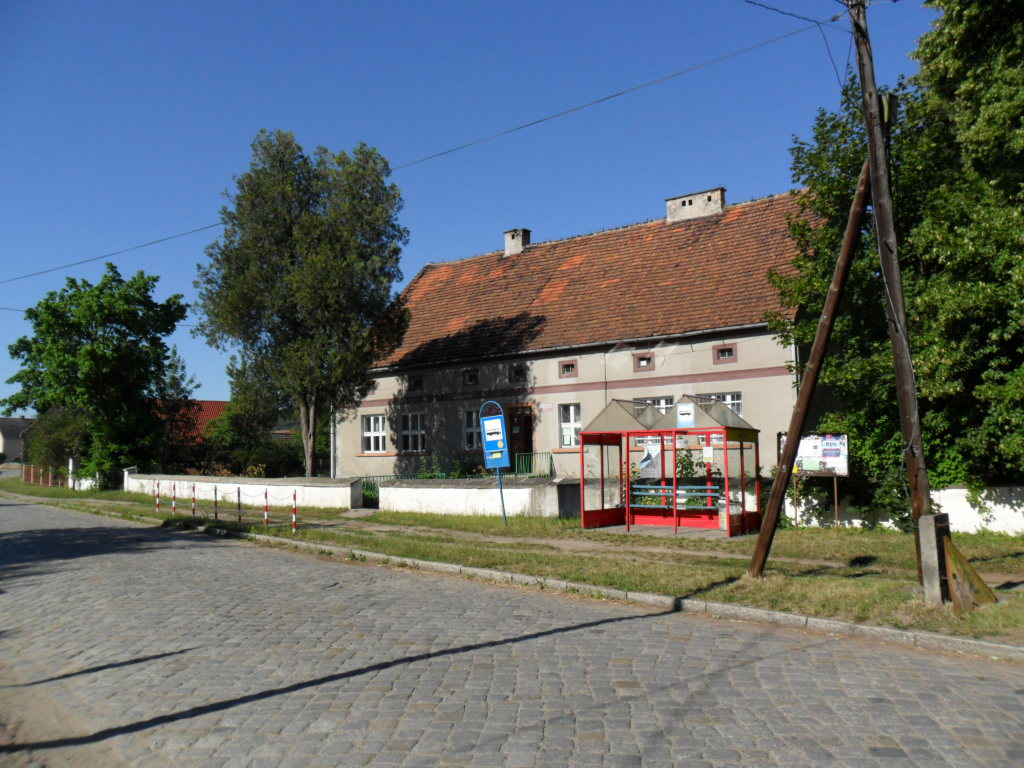
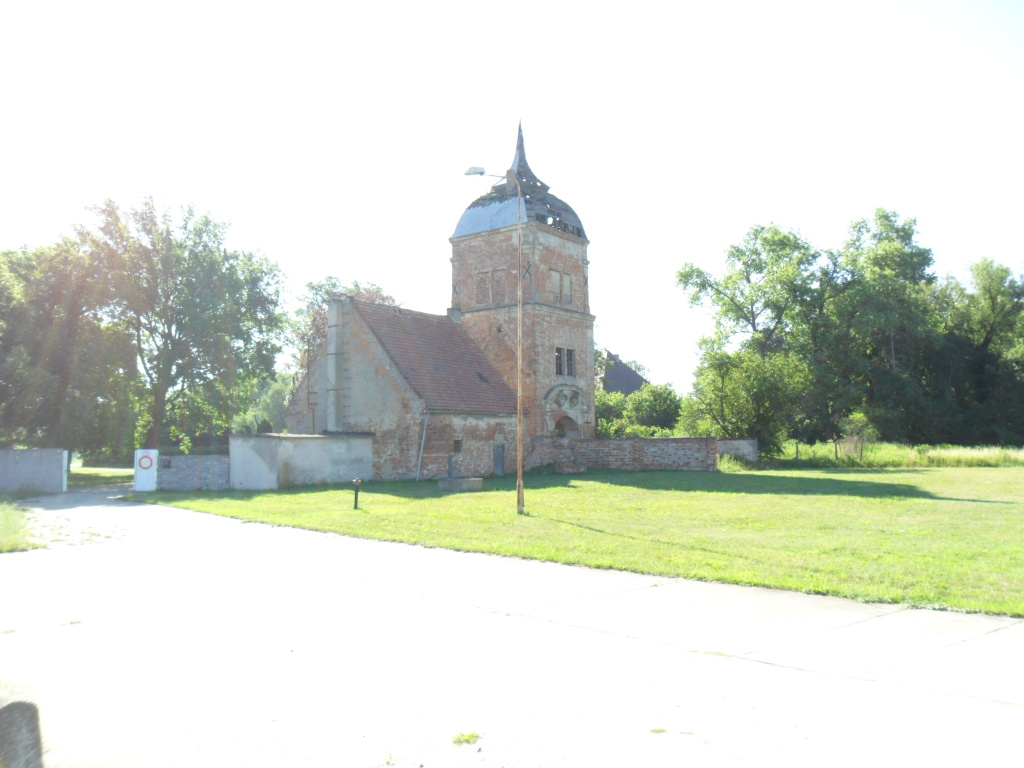
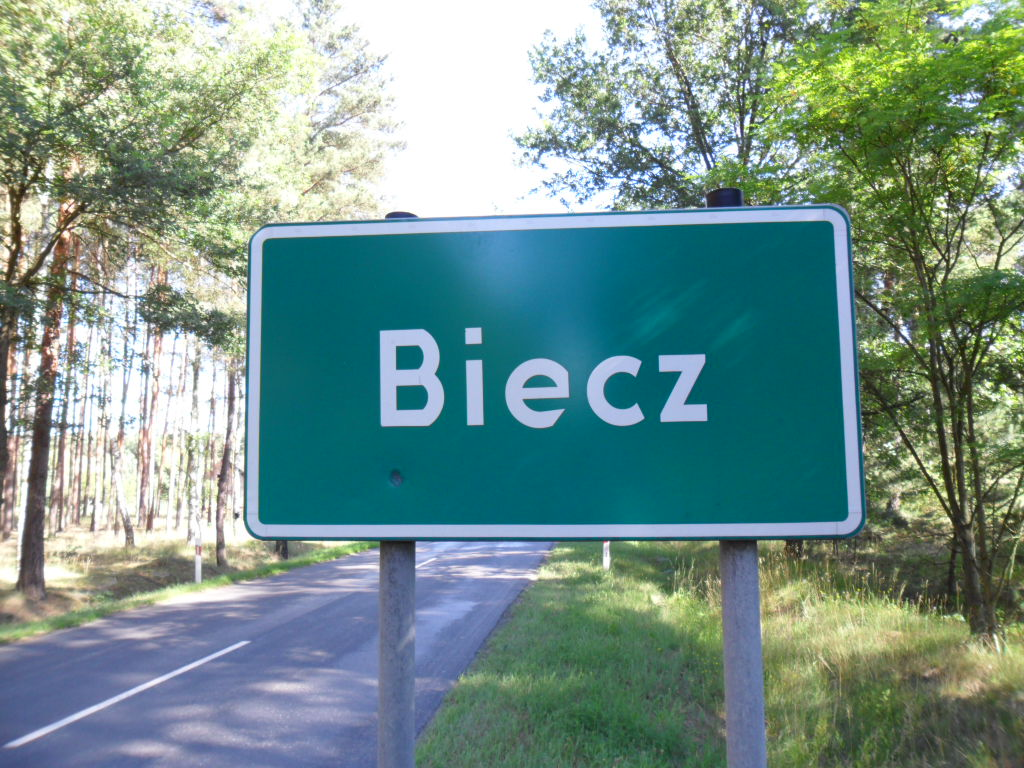
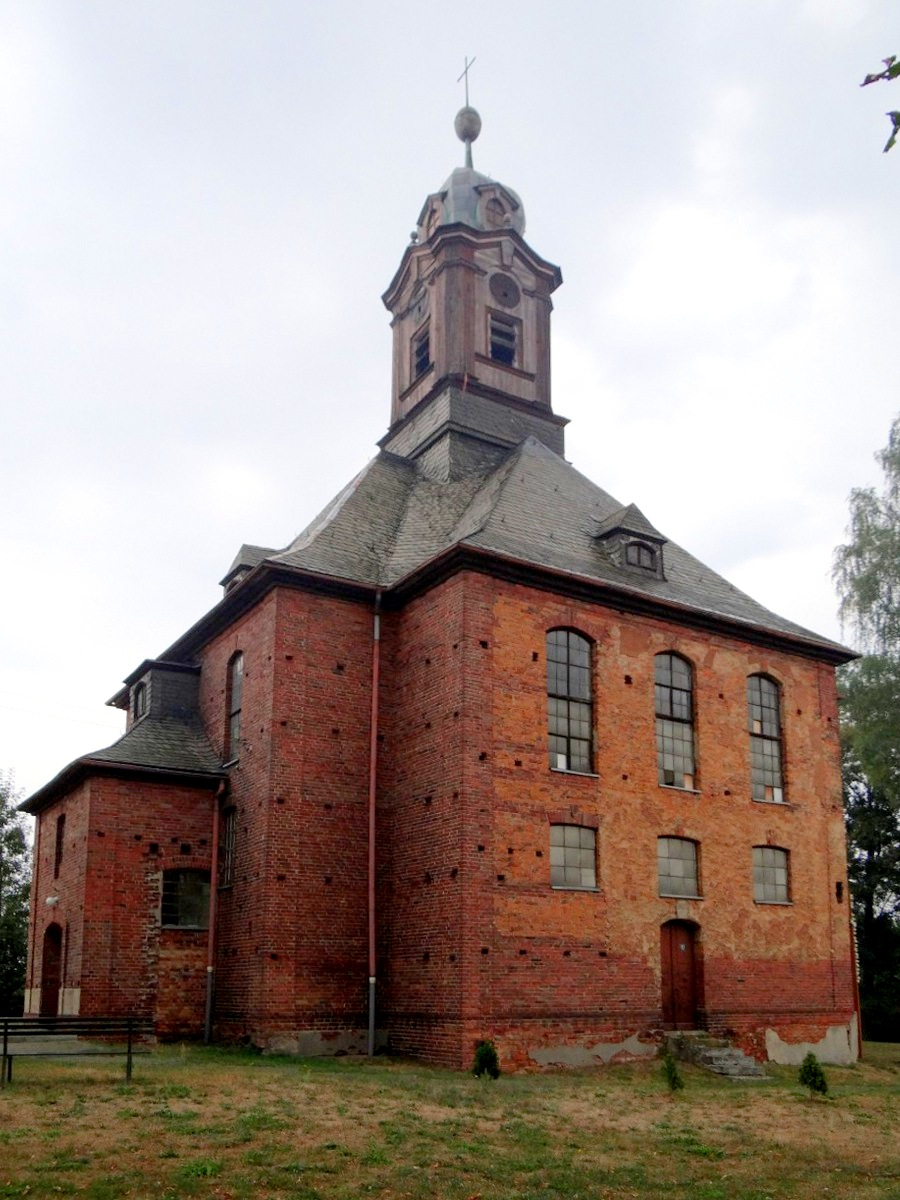
Kościół MB Częstochowskiej